# 田中茂治
田中 茂治（たなか しげはる、1952年3月7日 - ）は、日本の実業家。日本アクセス代表取締役社長、同社代表取締役会長、日本加工食品卸協会副会長などを歴任した。

## 人物・経歴
愛知県生まれ。1974年名古屋大学経済学部卒業、伊藤忠商事入社、名古屋支社食料部砂糖食品課配属。食品流通第一課長、ファミリーマート出向、食品流通第一部長等を経て、2002年執行役員昇格。2006年代表取締役常務食料カンパニープレジデント。
2009年から日本アクセス代表取締役社長を務め、サービス事業へのシフトを進めた。2016年日本アクセス代表取締役会長。2017年日本アクセス取締役会長。2018年日本アクセス相談役。日本加工食品卸協会代表理事副会長・関東支部長も務めた。